# Cyrtandra disparifolia
Cyrtandra disparifolia är en tvåhjärtbladig växtart som beskrevs av Eduardo Quisumbing y Argüelles. Cyrtandra disparifolia ingår i släktet Cyrtandra och familjen Gesneriaceae. Inga underarter finns listade i Catalogue of Life.